# 松浦昭
松浦 昭（まつうら あきら、1929年10月18日 - 1996年3月18日）は、日本の政治家・官僚。北海道勇払郡追分町（現安平町）出身。

## 来歴
- 水戸高等学校 (旧制)卒
- 1952年　東京大学法学部卒
- 同年　農林省に入省
- その後、駐英日本大使館参事官、大臣官房文書課長、水産庁海洋漁業部長、大臣官房総務審議官、農林水産省経済局長などを歴任
- 1981年7月　水産庁長官
- 1983年7月　食糧庁長官
- 1984年　地方競馬全国協会会長
- 1986年　1987年北海道知事選挙へ自民党から擁立されて出馬することが内定し、地方競馬全国協会会長を辞す
- 1987年4月　知事選では日本社会党など推薦の現職横路孝弘に得票率28%-68%の大差で敗れる
- 1990年　箕輪登引退に伴い第39回衆議院議員総選挙に北海道第1区より自民党公認で出馬、当選。北海道政策問題研究所会長にも就任する
- 1992年 金丸信の政界引退に伴い経世会（小渕派）を離脱し改革フォーラム21（羽田・小沢派）旗揚げに参加
- 1993年6月　新生党結成に参加するが、病気のため第40回衆議院議員総選挙には立候補せず引退。妻の松浦知子が新生党公認で後継出馬したが、家政科卒業後に専業主婦となった経歴が、素人である身内の擁立とみられ、新生党の議席が大きく伸びた選挙にもかかわらず落選。

## エピソード
水産庁時代、日ソ漁業交渉を何度も手掛け、漁業関係に貢献している。
議員としての最後の務めとなった宮沢内閣不信任案採決では、病気で足腰が弱った中で登壇し賛成票を投じた。

## 家系
嵯峨源氏の松浦氏の後裔。父は松浦栄で、元衆議院議員にして北海学園大学名誉教授。弟は松浦保で、元慶應義塾大学教授。親族に、北海道大学名誉教授・北海学園大学元学長の農業経済学者・高倉新一郎がいる。